# Дирикс, Карл Фредерик

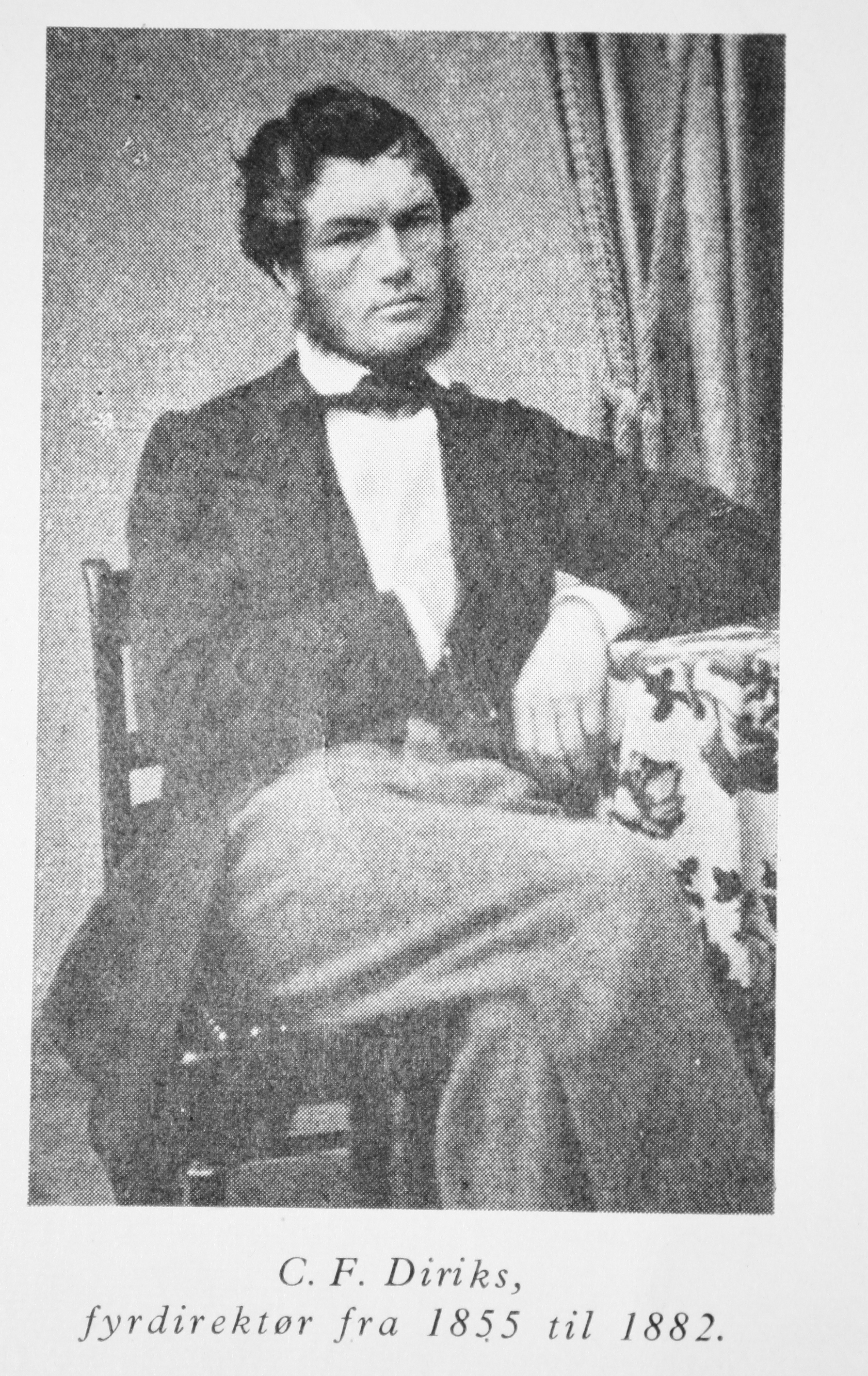
Фотография К. Ф. Дирикса около 1870

Карл Фредерик Дирикс (норв. Carl Frederik Diriks; 26 марта 1814, Ларвик — 3 марта 1895) — норвежский офицер Королевского ВМФ Норвегии, смотритель маяка и художник-иллюстратор и карикатурист.

## Биография
Родился в семье государственного министра Кристиана Адольфа Дирикса. Брат министра Кристиана Людвига Дирикса.
Его племянником был художник Эдвард Дирикс.
Прошёл обучение в качестве морского офицера и работал, в частности, со службой маяков и клеймения в Норвегии. Осуществил обширную разработку маяков вдоль норвежского побережья.
Служил директором службы Норвежских маяков с 1855 по 1881 год.
Не имея художественного образования, публиковал простые рисунки пером и акварелью из повседневной жизни и мест вдоль норвежского побережья. Был иллюстратором и карикатуристом.
В 1865 году опубликовал некоторые из своих рисунков пером совместно с издательством PF Steensballe. Это были комиксы без текстов, что было очень необычной для того времени формой публикации. Первое издание «Очерков о туризме в Норвегии» содержало шесть рисунков пером и было напечатано дешевым тиражом без указания на то, кто был рисовальщиком или издателем.
Опубликовал несколько папок своих рисунков пером, таких как «Очерки туризма в Норвегии» (4 тома, 1865–1868 гг.), «Аллехаанде» (8 томов, 1869–1892 гг.) и «Фра Христиания, отмеченная как таковая» (1875 г.). В 1895 г. издал иллюстрированную книгу "В. Ф. Дирикс Журнал; дневник, который велся на борту Falken в 1869."
Его художественные работы имели успех, и благодаря сочетанию юмора и сердечности рисунки Дирикса стали классикой в Норвегии.
В 1880 году был награждён орденом Святого Олафа.

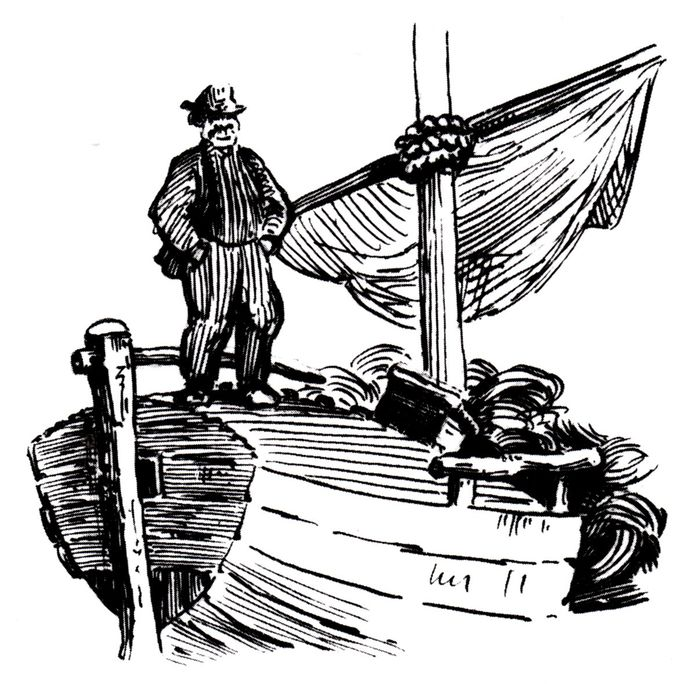
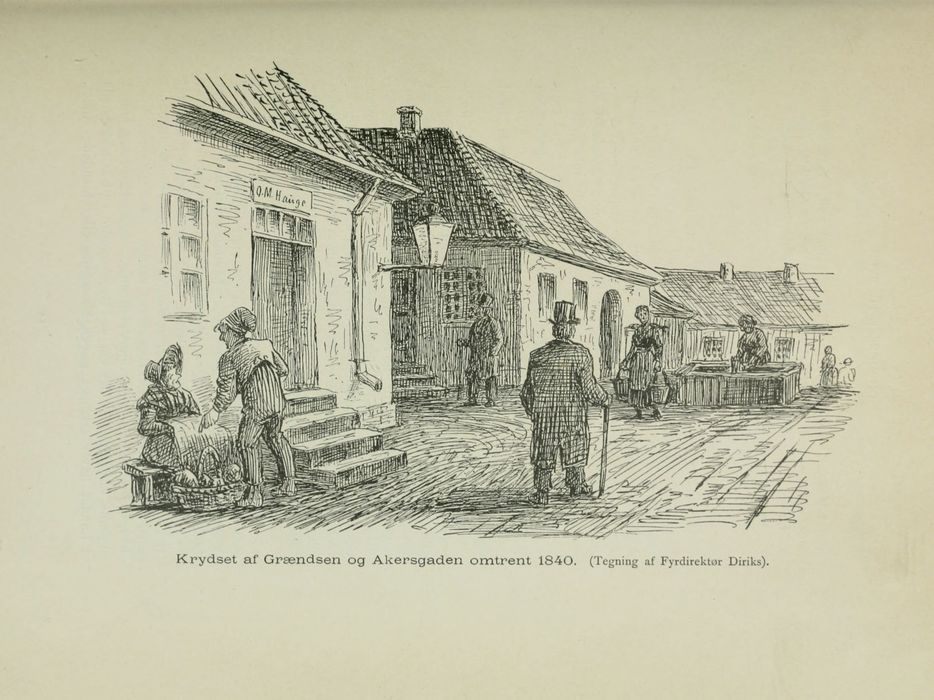
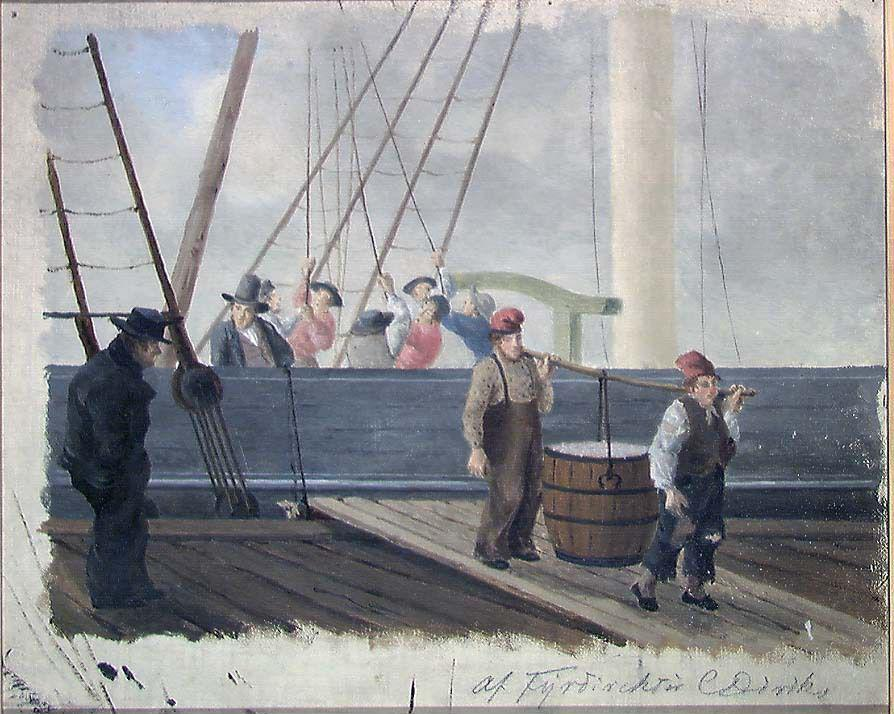
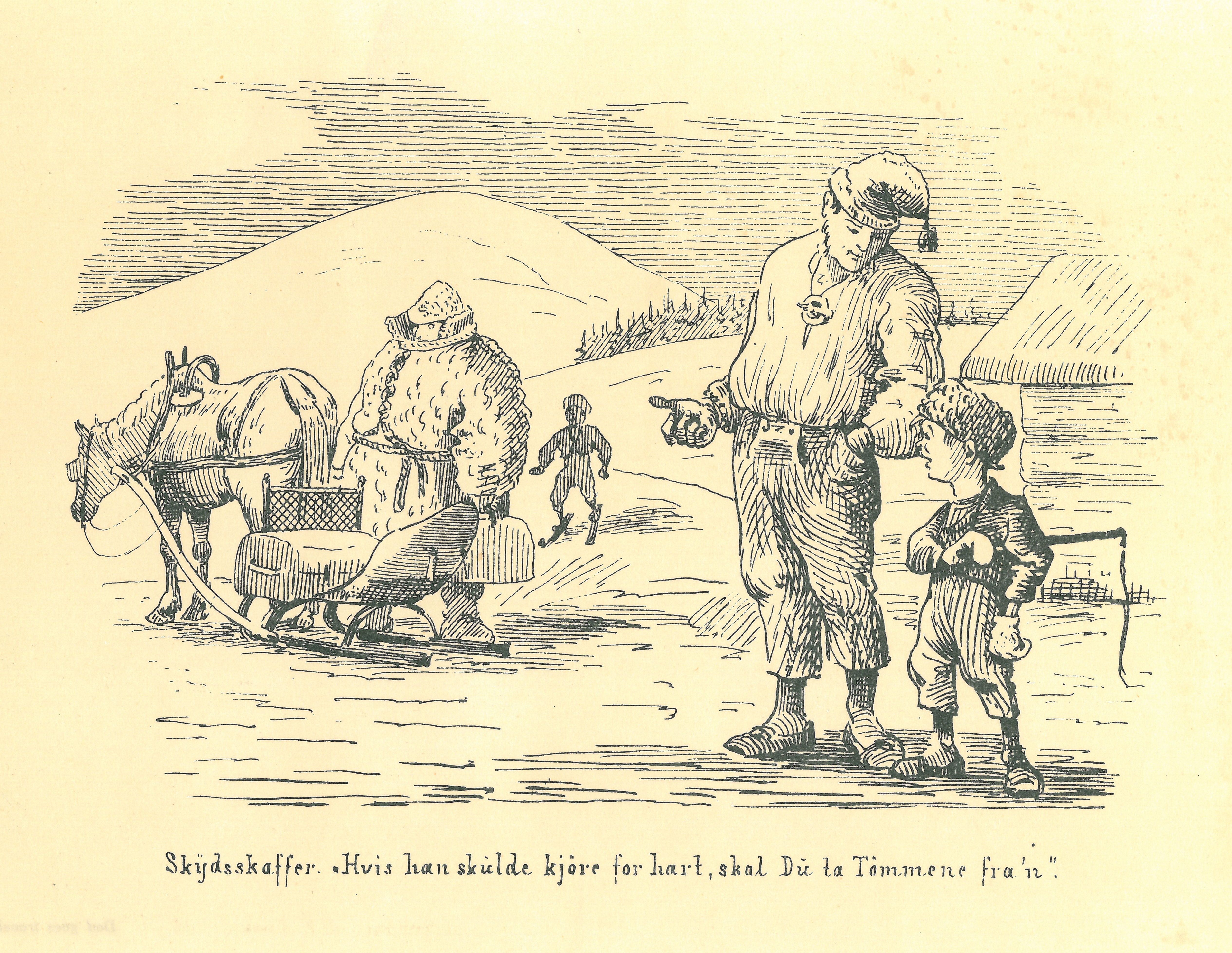
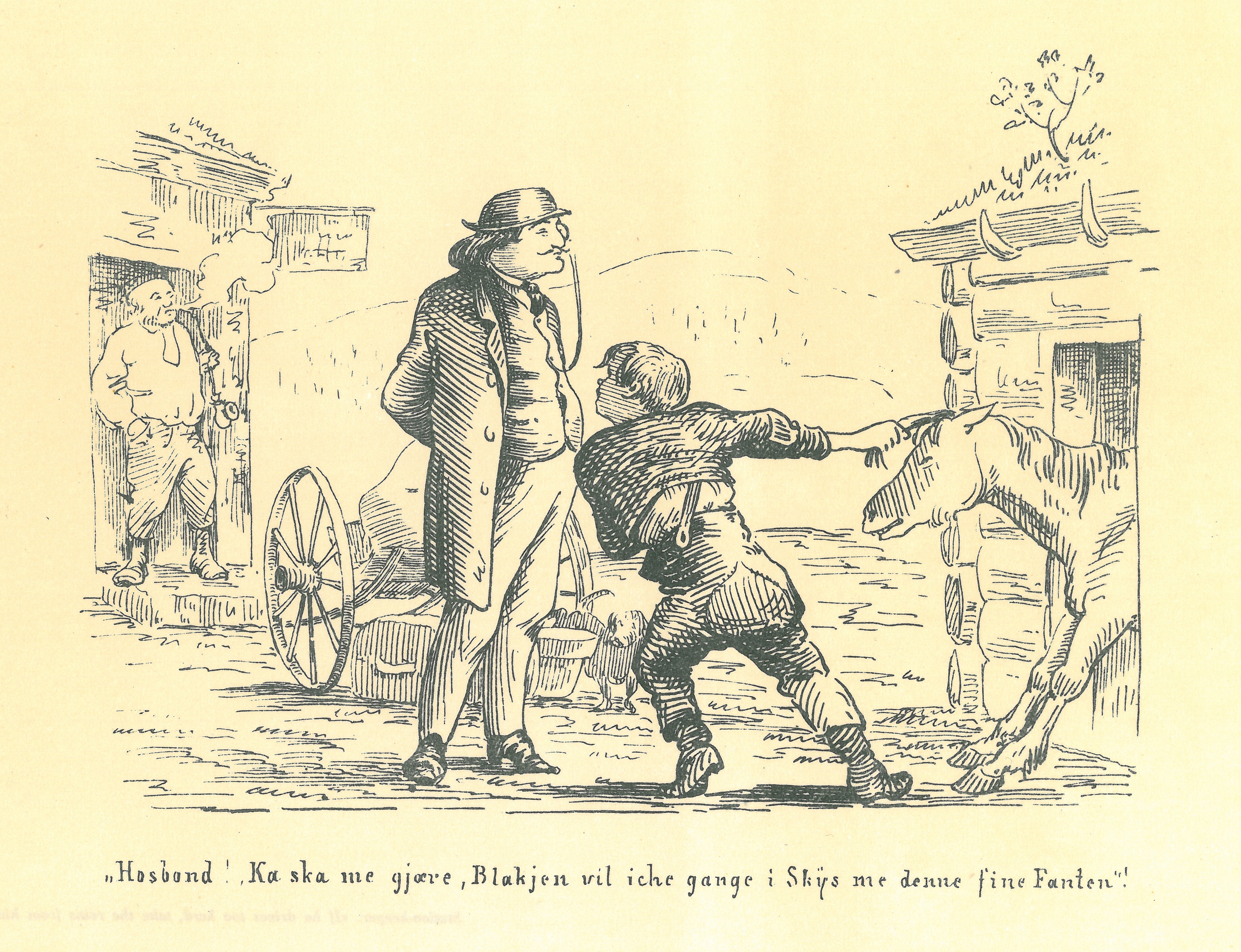
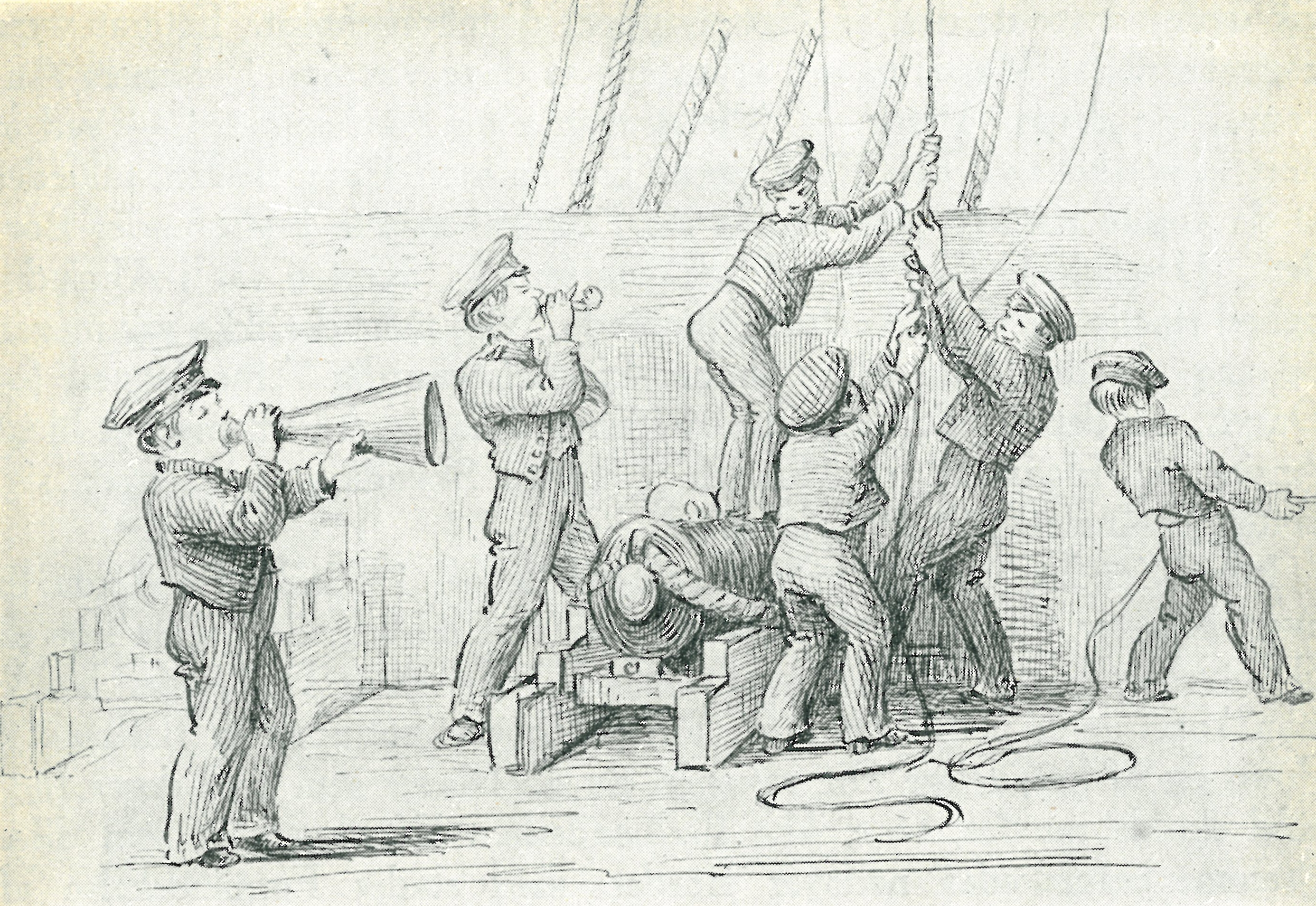